# World Games 2022/Teilnehmer (Deutschland)
| Gelbes Symbol für Goldmedaillen mit stilisierten Olympischen Ringen | Graues Symbol für Silbermedaillen mit stilisierten Olympischen Ringen | Braundes Symbol für Bronzemedaillen mit stilisierten Olympischen Ringen |
| ------------------------------------------------------------------- | --------------------------------------------------------------------- | ----------------------------------------------------------------------- |
| 24                                                                  | 7                                                                     | 16                                                                      |

Deutschland nahm an den World Games 2022 mit 237 Athleten (123 Männer und 113 Frauen) teil.

## Medaillen

### Medaillenspiegel
| Rang   | Sportart            | Gold | Silber | Bronze | Gesamt |
| ------ | ------------------- | ---- | ------ | ------ | ------ |
| 1      | Rettungsschwimmen   | 9    | —      | 5      | 14     |
| 2      | Flossenschwimmen    | 4    | —      | 1      | 5      |
| 3      | Jiu Jitsu           | 3    | 1      | 3      | 7      |
| 4      | Faustball           | 2    | —      | —      | 2      |
| 5      | Kanupolo            | 1    | 1      | —      | 2      |
| 5      | Tanzen              | 1    | 1      | —      | 2      |
| 7      | Inline-Speedskating | 1    | —      | 2      | 3      |
| 8      | Bogenschießen       | 1    | —      | 1      | 2      |
| 9      | Beachhandball       | 1    | —      | —      | 1      |
| 9      | Billard             | 1    | —      | —      | 1      |
| 11     | Kanumarathon        | —    | 1      | —      | 1      |
| 11     | Sportakrobatik      | —    | 1      | —      | 1      |
| 11     | Tauziehen           | —    | 1      | —      | 1      |
| 11     | Trampolinturnen     | —    | 1      | —      | 1      |
| 15     | Rollschuhkunstlauf  | —    | —      | 1      | 1      |
| 15     | Rollstuhlrugby      | —    | —      | 1      | 1      |
| 15     | Sportklettern       | —    | —      | 1      | 1      |
| 15     | Wasserski           | —    | —      | 1      | 1      |
| Gesamt | Gesamt              | 24   | 7      | 16     | 47     |

### Medaillengewinner
| Name/n | Sportart            | Wettkampf                         |
| --- | ------------------- | --------------------------------- |
| Gold |                     |                                   |
| Florian Unruh | Bogenschießen       | Recurvebogen                      |
| Katharina Filter Belen Gettwart Carolin Hübner Isabel Kattner Lena Klingler Lucie-Marie Kretzschmar Amelie Möllmann Michelle Schäfer Liv Süchting Kirsten Walter | Beachhandball       | Frauen                            |
| Joshua Filler | Billard             | 9-Ball                            |
| Arne Beckmann Jonas Gauselmann Marco Hoppstock René Kirchhoff Julian Prescher Tim Riecke Lennart Unterfeld Jonas Vieren                                          | Kanupolo            | Männer                            |
| Michelle Uhl Tobias Bludau | Tanzen              | Rock ’n’ Roll                     |
| Max Poschart | Flossenschwimmen    | 100 m                             |
| Max Poschart | Flossenschwimmen    | 200 m                             |
| Johanna Schikora | Flossenschwimmen    | 400 m                             |
| Robert Golenia Malte Striegler Justus Mörstedt Max Poschart | Flossenschwimmen    | 4 × 100 m                         |
| Tim Albrecht Philip Hofmann Rouven Kadgien Felix Klassen Philipp Kübler Fabian Sagstetter Ole Schachtsiek Jonas Schroter Patrick Thomas Nick Trinemeier          | Faustball           | Männer                            |
| Anna-Lisa Aldinger Helle Großmann Michaela Grzywatz Ida Hollmann Sonja Pfrommer Henriette Schell Svenja Schröder Theresa Schröder Hinrike Seitz Luca von Loh     | Faustball           | Frauen                            |
| Annalena Bauer | Jiu Jitsu           | Fighting –70 kg                   |
| Jaschar Salmanow | Jiu Jitsu           | Fighting –69 kg                   |
| Simon Attenberger | Jiu Jitsu           | Fighting –77 kg                   |
| Danny Wieck | Rettungsschwimmen   | 50 m Retten                       |
| Jan Malkowski | Rettungsschwimmen   | 100 m Retten mit Flossen          |
| Tim Brang | Rettungsschwimmen   | 100 m Retten mit Flossen und Gurt |
| Nina Holt | Rettungsschwimmen   | 50 m Retten                       |
| Nina Holt | Rettungsschwimmen   | 200 m Hindernisschwimmen          |
| Undine Lauerwald | Rettungsschwimmen   | 100 m Retten mit Flossen          |
| Fabian EndeJoshua PerlingFabian ThorwestenDanny Wieck | Rettungsschwimmen   | 4 × 25 m Retten einer Puppe       |
| Undine LauerwaldNina HoltVivian ZanderKerstin Lange | Rettungsschwimmen   | 4 × 25 m Retten einer Puppe       |
| Nina HoltVivian ZanderKerstin LangeUndine Lauerwald | Rettungsschwimmen   | 4 × 50 m Retten mit Gurt          |
| Laethisia Schimek | Inline-Speedskating | 500 m Sprint Bahn                 |
| Silber |                     |                                   |
| Daniel BlintsovPia Schütze | Sportakrobatik      | Paar Mixed                        |
| Nico Paufler | Kanumarathon        | K1 Kurzdistanz                    |
| Elena Gilles Katharina Kruse Jill Rutzen Svenja Schäper Nele Schmalenbach Jule Schwarz Hilke Vogt Leonie Wagner                                                  | Kanupolo            | Frauen                            |
| Khrystyna MoshenskaMarius-Andrei Balan | Tanzen              | Latein                            |
| Simon Attenberger Annalena Bauer Irina Brodski Julia Paszkiewicz Jaschar Salmanow Johannes Tourbeslis Lilian Weiken Daniel Zmeev                                 | Jiu Jitsu           | Mixed Mannschaft                  |
| Daniel Schmidt | Trampolinturnen     | Doppel Mini-Trampolin             |
| Fabien Elias Julia Frieß Lukas Maier Lorenz Mühl Ramona Mühl Nicole Pflüger Florian Resch Rainer Vogel Thomas Wegmann                                            | Tauziehen           | Mixed 580 kg                      |
| Bronze |                     |                                   |
| Elisa Tartler | Bogenschießen       | Recurvebogen                      |
| Justus Mörstedt Malte Striegler Robert Golenia Max Poschart | Flossenschwimmen    | 4 × 50 m                          |
| Daniel Zmeev | Jiu Jitsu           | Fighting –85 kg                   |
| Lilian Weiken | Jiu Jitsu           | Fighting –63 kg                   |
| Irina Brodski | Jiu Jitsu           | Ne-waza –48 kg                    |
| Joshua Perling | Rettungsschwimmen   | 50 m Retten                       |
| Tim Brang | Rettungsschwimmen   | 100 m Retten mit Flossen          |
| Fabian Ende Jan Malkowski Fabian Thorwesten Danny Wieck | Rettungsschwimmen   | 4 × 50 m Retten mit Gurt          |
| Kerstin Lange | Rettungsschwimmen   | 50 m Retten                       |
| Nina Holt | Rettungsschwimmen   | 100 m Retten mit Flossen          |
| Tim Schubert | Rollschuhkunstlauf  | Einzel                            |
| Nils Buhnemann | Inline-Speedskating | 10.000 m Punkterennen Bahn        |
| Simon Albrecht | Inline-Speedskating | 1 Runde Straße                    |
| Franziska Ritter | Sportklettern       | Speed                             |
| Geena Krüger | Wasserski           | Slalom                            |
| Florian Bongard Niklas Braschoss Britta Kripke Christian Riedel Peter Schreiner Thomas Schuwje Robert Teichmann                                                  | Rollstuhlrugby      | Mixed                             |

## Teilnehmer nach Sportarten

### Beachhandball
| Wettbewerb  | Frauen |
| ----------- | --- |
| Athleten    | Katharina Filter Belen Gettwart Carolin Hübner Isabel Kattner Lena Klingler Lucie-Marie Kretzschmar Amelie Möllmann Michelle Schäfer Liv Süchting Kirsten Walter |
| Vorrunde    | Mexiko 2:0 (34:17, 28:18) Argentinien 1:2 (19:14, 16:19, 5:6) Norwegen 1:2 (16:14, 16:23, 6:7) Australien 2:0 (28:0, 24:6) Vereinigte Staaten 2:0 (21:10, 20:12) |
| Halbfinale  | Vereinigte Staaten 2:0 (26:8, 26:11) |
| Finale      | Norwegen 0:2 (14:15, 8:9) |
| Platzierung | Gold |